# XIII poprawka (film)
XIII poprawka (ang. 13th) – amerykański film dokumentalny z 2016 roku w reżyserii Avy DuVernay. Obraz był nominowany do Oscara za najlepszy pełnometrażowy film dokumentalny.
Według Netflix to: skłaniający do refleksji dokument, w którym badacze, aktywiści i politycy analizują przyczyny kryminalizacji Afroamerykanów i wzrostu liczby więźniów w USA. Tytułowa 13. poprawka do Konstytucji Stanów Zjednoczonych zniosła niewolnictwo i roboty przymusowe, z wyjątkiem pracy przymusowej więźniów. Film przedstawia przyczyny masowego wzrostu liczby więźniów w Stanach Zjednoczonych, kryminalizacji Afroamerykanów i przedstawia historię rasizmu w USA od zniesienia niewolnictwa. 

## Tworzenie filmu
Film został stworzony przez Avę DuVernay, która także stworzyła i wyreżyserowała Selmę (2014) oraz Spencera Avericka. Tworzona w tajemnicy, XIII poprawka została ujawniona dopiero po ogłoszeniu jej jako filmu otwierającego festiwal filmowy w Nowym Jorku w 2016 r. Był to pierwszy film dokumentalny otwierający festiwal. 

## Wydanie
Film został wydany 7 października 2016 r. w serwisie Netflix. Towarzyszący utwór 13th: A Conversation with Oprah Winfrey & Ava DuVernay został wydany 26 stycznia 2017 r. w Stanach Zjednoczonych i 31 stycznia 2017 r. na całym świecie 17 kwietnia 2020 r. Netflix opublikował film za darmo na YouTube. 

### Przyjęcie
Od serwisu Rotten Tomatoes film uzyskał ocenę 97% na podstawie 93 recenzji, a średnia ocena to 8,78/10. W 2017 na 48. rozdaniu nagród NAACP Image Awards, XIII poprawka wygrała. Na Metacritic, film uzyskał wynik 83 na 100, na podstawie opinii 28 krytyków.